# Maurycy Kraiński

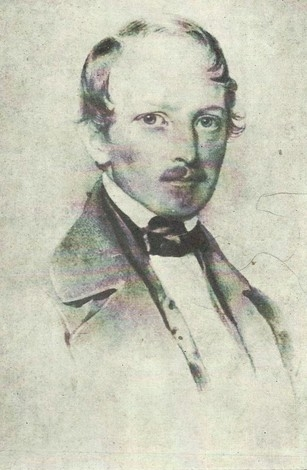
Maurycy Kraiński

Maurycy Ritter von Kraiński (* 23. September 1804 in Hermanowice, Bezirk Przemyśl/Galizien; † 7. Jänner 1885 in Wyszatyce) war ein polnischer Politiker und Gutsbesitzer. Er war Abgeordneter zum Österreichischen Abgeordnetenhaus und Abgeordneter zum Galizischen Landtag.

## Leben
Kraiński wurde als Sohn des Gutsbesitzers Mateusz Ritter von Kraiński geboren, wobei sein früh Vater starb. Er besuchte zwischen 1816 und 1819 Gymnasium in Przemyśl und danach von 1819 bis 1826 das Theresianum in Wien. Er war ab 1826 Konzeptspraktikant am Gubernium in Lemberg und nahm 1831 am polnischen Aufstand teil. Danach war er beruflich als Pächter des Guts Błażowa im Bezirk Rzeszów tätig, um 1837/38 wurde er Mitbesitzer des Guts Hermanowice und um 1842 Besitzer des Guts Wyszatyce, das er 1877 gegen eine Leibrente verkaufte. Des Weiteren war er ab 1854 Mitglied der Direktion der Galizischen Sparkasse in Lemberg und dort von 1869 bis 1885 auch als Kurator aktiv. Zudem engagierte er sich ab 1869 als Konzessionär und zwischen 1870 und 1879 als Vizepräsident der Ersten Ungarisch-Galizischen Eisenbahn. Zudem war er 1860 Mitglied des verstärkten Reichsrats sowie von 1867 bis 1869 und 1870 bis 1885 Mitglied des Staatsgerichtshof. Er gehörte 1854 zu den Gründungsmitgliedern der Galizischen Landwirtschaftsgesellschaft und war dort bis 1857 Mitglied des Ausschusses.
Kraiński war von 1861 bis 1876 Abgeordneter zum Galizischen Landtag, wobei er ein Mandat des Großgrundbesitzes in der Region Przemyśl innehatte. Er war zudem von 1861 bis 1872 Mitglied des Landesausschusses und von 1868 bis 1872 Landmarschall-Stellvertreter. Zwischen dem 14. Dezember 1869 und dem 31. März 1870 gehörte er auch als Vertreter des Galizischen Großgrundbesitzes dem Abgeordnetenhaus an, wobei er 1870 mit einer Reihe weiterer galizischer Abgeordneter wegen Bevorzugung der Deutschen und Ablehnung der galizischen Resolution zurücktrat.